# Ara
Ára (znanstveno ime Ara) je neotropski rod pravih papig, ki je razširjen od južne Mehike do Brazilije, z osmimi obstoječimi vrstami in vsaj dvema izumrlima vrstama. Ime rodu je skoval francoski naravoslovec Bernard Germain de Lacépède leta 1799. Poimenuje ga in je del plemena neotropskih papig Arini. Ime rodu Ara izhaja iz besede ará v jeziku Tupijev, onomatopeje zvoka, ki ga oddaja ara.
Are so velike vpadljive papige z dolgimi repi, dolgimi ozkimi krili in živahno obarvanim perjem. Vse imajo značilno golo liso okoli oči. Samci in samice imajo podobno perje. Številni njeni člani so priljubljeni v trgovini s hišnimi ljubljenčki, tihotapljenje ptic pa ogroža številne vrste.
Are običajno živijo v paru ali v majhnih skupinah, kjer pari ohranjajo medsebojno povezanost. V velikost zrastejo do 90 cm in spadajo med največje vrste papig. Najbolj priljubljena ara je rumenoprsa ara (Ara ararauna). V naravi večino časa preživijo na drevesih. Hranijo se predvsem s sadeži s tamkajšnjih dreves. Udomačene znajo posnemati govor, v naravi pa spuščajo glasne krike. So različnih barv. Are lahko živijo okoli 50 let.

## Taksonomija
Rod Ara je postavil francoski naravoslovec Bernard Germain de Lacépède leta 1799. Tipsko vrsto je leta 1916 Robert Ridgway označil kot škrlatni ara (Ara macao). Ime rodu izvira iz ará, kar pomeni 'ara' v jeziku Tupi v Braziliji. Beseda je onomatopeja, ki temelji na zvoku njihovega klica. Dolga leta je rod vseboval dodatne vrste, vendar je bil razdeljen, da so nastali trije dodatni rodovi: Orthopsittaca, Primolius in Diopsittaca. Orthopsittaca in Diopsittaca sta monotipski ter se morfološko in vedenjsko razlikujeta, medtem ko so tri vrste Primolius ara zelene in manjše.
Obstaja osem preživelih vrst, dve izumrli vrsti, ki sta izumrli v sodobnem času, in tretja izumrla vrsta, znana samo iz subfosilnih ostankov. Zadnje potrjeno opažanje izumrle kubanske ara je bilo leta 1864, ko je bila ena ustreljena. V muzejih je ohranjenih več kož kubanske ara, vendar nobeno od njegovih jajčec ni preživelo.
Na podlagi zelo malo dokazov je bilo domnevanih več hipotetičnih izumrlih vrst iz rodu Ara. Morda so bile različne vrste ali znane papige, ki so bile uvožene na otok in so kasneje domnevali, da imajo ločeno identiteto.

## Morfologija in videz
Ara makav so velike papige, dolge od 46–51 cm in teže od 285 do 287 g pri kostanjevi ara (Ara severus), do 90–95 cm in 1708 g pri temno rdeči ara (Ara chloropterus). Krila teh ara so dolga in ozka, kar je značilno za vrste papig, ki prepotujejo velike razdalje, da bi našle hrano. Imajo masivno navzdol ukrivljeno zgornjo čeljust in zaplato blede kože okoli očesa, ki sega do dna kljuna. Koža ima drobna peresa, razporejena v črte, ki tvorijo vzorec na sicer goli koži pri vseh vrstah rodu, razen pri svetlo rdeči ara (Ara macao), pri katerem je koža gola. Pri večini vrst je kljun črn, vendar imata svetlo rdeča ara in temno rdeči ara zgornjo mandibulo pretežno rožnato obarvano, spodnjo pa črno.
Barve v perju Ara so spektakularne. Štiri vrste so pretežno zelene, dve vrsti sta večinoma modre in rumene, tri vrste (vključno z izumrlim kubanskim ara) pa večinoma rdeče. V perju ni spolnega dimorfizma, perje mladic pa je podobno kot pri odraslih, čeprav je pri nekaterih vrstah nekoliko bolj motno.

## Razširjenost in življenjski prostor
Ara je neotropsko razširjena od Mehike do Argentine. Središče razširjenosti Ara je porečje Amazonke in obmejno območje Paname in Kolumbije; vsak s kar štirimi vrstami, ki jih najdemo skupaj (obrobno pet, kjer se je vojaški ara (Ara militaris) približala zahodni Amazoniji). V Boliviji najdemo sedem vrst, vendar nobeno nahajališče v tej (ali kateri koli drugi) državi ne presega štirih vrst. Najbolj razširjena vrsta, svetlo rdeči ara, je (ali je bila) razširjena po velikih delih Srednje Amerike in Amazonije. Po drugi strani sta modrovrati ara (Ara glaucogularis) in rdečečela ara (Ara rubrogenys) v Boliviji zelo razširjena. Celoten obseg številnih vrst in rodu kot celote se je v zgodovini zaradi človekovih dejavnosti zmanjšal. Vojaška ara je razširjena od severne Mehike do severne Argentine, vendar je razširjenost prekinjena, s populacijami v Mehiki, veliko vrzeljo, nato populacijo v venezuelskem obalnem območju in populacijo vzdolž Andov od zahodne Venezuele do severne Argentine. Rumenoprsa ara (Ara ararauna) je bila iz Trinidada iztrebljena v 1960-ih (vendar je bila pozneje ponovno naseljena), več hipotetičnih vrst pa je očitno izumrlo na karibskih otokih.
Ara ara so na splošno precej prilagodljive glede svojih habitatnih zahtev; to doseže svojo skrajnost pri svetlo rdeči ara, ki, kot je predlagano v njegovi široki razširjenosti, uporablja večino habitatov od vlažnega deževnega gozda do odprtih gozdov do savane. Edini pogoj so dovolj velika drevesa, kjer pridobivajo hrano in gnezditvene luknje. Druge vrste so nekoliko bolj ozke pri izbiri habitatov, vendar je potreba po velikih drevesih univerzalna. Modrovrata ara običajno naseljuje gozdne 'otoke' v savani, rdečečela ara pa ima raje sušno grmičevje in gozdove kaktusov.
Znotraj svojega območja lahko ptice sezonsko veliko potujejo v iskanju hrane. Ne izvajajo obsežnih selitev, temveč bolj lokalna gibanja med vrsto različnih habitatov.

## Hranjenje in prehrana
Tako kot pri vseh arah in večini papig so semena in sadje glavni del prehrane rodu Ara. Določena vrsta in obseg prehrane se razlikujeta od vrste do vrste. Za razliko od mnogih ptic so ara plenilci semen, ne raznašalci semen, in uporabljajo svoje izjemno močne kljune, da odprejo tudi najtrše lupine. Njihova prehrana se prekriva s prehrano nekaterih vrst opic; v eni študiji o temno rdečih arah v Venezueli so si delili veliko istih dreves kot bradati sakiji, čeprav so v nekaterih primerih celo semena v zgodnejši fazi zrelosti kot sakiji, ko so vsebovala več strupa. Are, tako kot druge papige, lahko uživajo glino, da absorbirajo strupene spojine, ki jih proizvajajo nekateri strupi. Prav tako lahko strupene spojine nekaterih živil nevtralizirajo spojine, kot so tanini, ki jih najdemo v drugih živilih, zaužitih ob istem času.

## Vzreja
Kot skoraj vse papige tudi Ara macav gnezdijo v votlinah. Večina vrst gnezdi v votlinah dreves, živih ali mrtvih. Uporabijo se lahko naravne luknje v drevesih, zlasti luknje v mrtvih drevesih, sicer luknje, ki so jih ustvarile druge vrste; v Mehiki vojaške ara še vedno uporabljajo votline, ki jih je izkopal zdaj kritično ogrožena cesarska žolna (Campephilus imperialis). Vojaška ara in temno rdeča ara bosta poleg gnezdenja na drevesih gnezdili tudi v naravnih razpokah v pečinah. Ta gnezditveni habitat je edini, ki ga uporabljajo rdečečele ara, saj na njegovem sušnem območju ni dovolj velikih dreves.